# Fossieux
Fossieux (în germană Fossingen) este o comună din departamentul Moselle, regiunea Grand Est, din nord-estul Franței.